# Lakonikum
Lakonikum bila je suha prostorija za znojenje u rimskim termama, susjedna kaldariju ili toploj sobi. Naziv je dobio kao jedini oblik tople kupke koji su Spartanci priznavali. Laconicum je obično bio kružna prostorija s nišama u osi dijagonala i bio je pokriven stožastim krovom s kružnim otvorom na vrhu, prema Vitruviju (v. 10), s kojeg je mjedeni štit obješen na lance, sposoban da se tako spuštaju i podižu da reguliraju temperaturu.
Slično je sudatoriju, ili parnoj kupelji, gdje se dodaje voda da bi se proizvela para.
Ponekad, kao u starim kupkama u Pompejima, lakonikum se nalazio u apsidi na jednom kraju kaldarija, ali u pravilu je to bila odvojena prostorija s višom temperaturom i nije imala kadu u sebi. Osim hipokausta ispod poda, zid je bio obložen keramičkim dimovodnim cijevima. Najveći lakonikum, oko 75 feet (23 m) u promjeru, bila je ona koju je sagradio Agrippa u Agrippinim termama na južnoj strani Panteona, a spominje je Kasije (liii.23), koji navodi da je, uz ostale radove, izgradio vruću kupelj komora koju je nazvao Laconicum Gymnasium. Gubi se svaki trag ovoj zgradi; ali u dodacima koje je termama u Agripi napravio Septimije Severus, još jedan laconicum je izgrađen južnije, čiji dijelovi još uvijek postoje u takozvanom Arco di Ciambella.

## Vanjske poveznice
|  | Zajednički poslužitelj ima još gradiva o temi Lakonikum |